# バッド・デュード・ティト
バッド・デュード・ティト（Bad Dude Tito、1983年10月4日 - ）は、アメリカの男性プロレスラー。アメリカカルフォルニア州出身。新日本プロレス所属。

## 来歴
アメリカを拠点とし、Championship Wrestling From Hollywood（CWFH）やGame Changer Wrestling（GCW）で活動する。
家業であるアンダーグラウンドのストリートファイトに携わるためにプロレスから離れる。
2022年1月23日、カルフォルニア州ロサンゼルス大会にてNJPW STRONGに初参戦するもジュース・ロビンソンに敗れる。
2月13日、遺恨が勃発しているジュース・ロビンソン、デビッド・フィンレーにジョナと激突も敗れる。
デビッド・フィンレー一味を倒すとジョナの目に留まり、TMDKの一員としてリクルートされる。
5月15日、NJPW STRONGアメリカワシントンD.C.大会にてTMDKに正式加入。
7月～8月、新日本プロレスG1 CLIMAX 32シリーズでは付き人になってトーナメント戦に参戦したジョナをサポート。
2024年2月29日、MLWニューヨーク大会にてマット・リドルの持つNJPW WORLD認定TV王座に挑戦するも敗れる。
8月31日、アメリカ・ワシントンDC大会で行われたSTRONG無差別級タッグ王座 ナンバーワンコンテンダー3WAYマッチで棚橋弘至に敗れる。
12月16日、カリフォルニア州ロサンゼルス・ロングビーチ大会で行われた6人タッグマッチに出場しトム・ローラーから勝利。

## 得意技
ライド・ザ・ライトニング
ブルーサンダー
テキーラ・スクリュードライバー
カウンターチョークスラム
エクスプロイダー・スープレックス

## タイトル歴
MLW
- MLWナショナル無差別級王座（第7代）

## 入場テーマ曲
YOUNG PUNKS